# Amsterdam-Deklaration
Die Amsterdam-Deklaration von 2002 ist eine Erklärung der fundamentalen Prinzipien des nicht-religiösen Humanismus, die einstimmig von der Generalversammlung der Internationalen Humanistischen und Ethischen Union (IHEU) beim 15. World Humanist Congress zum 50-jährigen Jubiläum des ersten Kongresses der IHEU beschlossen wurde. Nach der IHEU ist die Deklaration „die offizielle Darstellung des weltlichen Humanismus“. Sie wird von allen Mitgliedsorganisationen unterstützt.
In der englischsprachigen Erklärung werden die Begriffe Humanist und Humanism im Gegensatz zur üblichen Kleinschreibung von Substantiven im Englischen grundsätzlich großgeschrieben und eigenschaftsfrei verwendet.

## Inhalt der Deklaration
Die grundlegenden Prinzipien eines modernen Humanismus sind der Erklärung zufolge:
- Humanismus ist ethisch. Er bekräftigt den Wert, die Würde und die Autonomie des Individuums und das Recht jedes Menschen auf größtmögliche Freiheit, die mit den Rechten anderer kompatibel ist. Humanisten haben eine Fürsorgepflicht gegenüber der gesamten Menschheit, einschließlich der zukünftigen Generationen. Humanisten glauben, dass Moral der menschlichen Natur innewohnt und auf dem Verständnis und der Sorge für andere basiert, ohne externe Sanktionen zu benötigen.
- Humanismus ist rational. Er versucht, Wissenschaft kreativ und nicht destruktiv zu nutzen. Humanisten glauben, dass die Lösungen zu den Problemen der Welt im menschlichen Denken und Handeln liegen statt in göttlicher Intervention. Humanisten befürworten die Anwendung wissenschaftlicher Methoden und freier Untersuchung auf die Probleme des menschlichen Wohlergehens. Humanisten glauben aber auch, dass die Anwendung von Wissenschaft und Technologie durch menschliche Werte gezügelt werden muss. Die Wissenschaft gibt uns die Mittel, aber menschliche Werte müssen die Ziele vorgeben.
- Humanismus unterstützt Demokratie und Menschenrechte. Humanismus zielt auf die bestmögliche Entwicklung jedes Menschen. Er geht davon aus, dass Demokratie und menschliche Entwicklung eine Sache des Rechts sind. Die Prinzipien der Demokratie und der Menschenrechte können auf viele menschliche Beziehungen angewendet werden und sind nicht auf Methoden des Regierens beschränkt.
- Humanismus besteht darauf, dass persönliche Freiheit mit sozialer Verantwortung kombiniert werden muss. Humanismus wagt es, eine Welt auf der Idee des gesellschaftlich verantwortlichen freien Menschen zu bauen, und erkennt unsere Abhängigkeit und Verantwortung gegenüber der natürlichen Welt an. Humanismus ist undogmatisch und erlegt seinen Anhängern kein Glaubensbekenntnis auf. Er ist daher der Bildung und Erziehung frei von Indoktrination verpflichtet.
- Humanismus ist eine Antwort auf die verbreitete Nachfrage für eine Alternative zu dogmatischer Religion. Die großen Weltreligionen behaupten, sie basierten auf Offenbarungen, die für die Ewigkeit feststünden, und viele trachten danach, der gesamten Menschheit ihre Weltsicht aufzuerlegen. Humanismus erkennt an, dass verlässliches Wissen über die Welt und uns selbst über einen fortgesetzten Prozess der Beobachtung, Evaluation und Überprüfung erwächst.
- Humanismus befürwortet künstlerische Kreativität und Imagination und erkennt die transformative Macht der Kunst an. Humanismus bekräftigt die Wichtigkeit von Literatur, Musik sowie der visuellen und darstellenden Künste für die persönliche Entwicklung und Erfüllung.
- Humanismus ist eine Lebenseinstellung, die auf die größtmögliche Erfüllung durch die Kultivierung eines ethischen und kreativen Lebens zielt und eine ethische und rationale Methode bietet, die Herausforderungen unserer Zeit anzugehen. Humanismus kann für jeden überall eine Lebensweise darstellen.

Die Hauptaufgabe der Humanisten bestejhe darin, den Menschen auf einfachste Weise bewusst zu machen, was der Humanismus für sie bedeuten könne und wozu er sie verpflichte. Indem die freie Forschung, die Kraft der Wissenschaft und die schöpferische Phantasie zur Förderung des Friedens und im Dienste des Mitgefühls genutzt werde, sei man zuversichtlich, dass die Mittel vorhanden seien, die Probleme zu lösen, mit denen die Menschheit  konfrontiert sei. Daher  rufen man alle, die diese Überzeugung teilen, auf, sich den organisierten Humanisten  bei diesem Vorhaben anzuschließen.

## Geschichte
Beim ersten World Humanist Congress in den Niederlanden 1952 beschloss die Generalversammlung der IHEU eine Deklaration der fundamentalen Prinzipien des modernen Humanismus: die Amsterdam-Deklaration. Beim 15. World Humanist Congress 2002 beschloss die Generalversammlung der IHEU einstimmig eine aktualisierte Fassung: die „Amsterdam-Deklaration 2002“. Im Juni 2022 wurde diese Deklaration durch die „Erklärung des modernen Humanismus“ (Declaration of Modern Humanism) abgelöst.